# Chế độ đốc chính Pháp
Chế độ Đốc chính hay Hội đồng Đốc chính (tiếng Pháp: le Directoire) là ủy ban điều hành gồm 5 thành viên của Đệ Nhất Cộng hòa Pháp từ ngày 26 tháng 10 năm 1795 (ngày 4 tháng Sương mù, năm IV) cho đến ngày 10 tháng 11 năm 1799, khi nó bị lật đổ bởi Napoléon Bonaparte trong Cuộc Đảo chính ngày 18 tháng Sương mù và chế độ Đốc chính được thay thế bởi Chế độ Tổng tài. Hội đồng Đốc chính là tên của 4 năm cuối cùng của Cách mạng Pháp. Lịch sử chính thống cũng sử dụng thuật ngữ này để chỉ khoảng thời gian từ khi giải thể Quốc ước vào ngày 26 tháng 10 năm 1795 cho đến cuộc đảo chính của Napoléon.
Chế độ Đốc chính liên tục có chiến tranh với các liên minh nước ngoài, bao gồm Vương quốc Đại Anh, Quân chủ Habsburg, Vương quốc Phổ, Vương quốc Napoli, Đế quốc Nga và Đế quốc Ottoman. Nó sáp nhập Bỉ và tả ngạn sông Rhine, trong khi Napoleon Bonaparte chinh phục một phần lớn Bán đảo Ý. Đốc chính đã thành lập 29 nước cộng hòa chị em tồn tại trong thời gian ngắn ở Ý, Thụy Sĩ và Hà Lan. Các thành phố và nhà nước bị chinh phục được yêu cầu gửi cho Pháp số tiền khổng lồ cũng như các kho tàng nghệ thuật để lấp đầy Bảo tàng Louvre mới ở Paris. Một đội quân do tướng Napoleon chỉ huy đã cố gắng chinh phục Ai Cập và hành quân đến tận Saint-Jean-d'Acre ở Syria. Chế độ Đốc chính đã đánh bại sự trỗi dậy của Chiến tranh ở Vendée, cuộc nội chiến do phe bảo hoàng lãnh đạo ở vùng Vendée, nhưng đã thất bại trong nỗ lực hỗ trợ Cuộc nổi dậy của người Ireland năm 1798 và thành lập Cộng hòa Ireland.
Nền kinh tế Pháp liên tục gặp khủng hoảng trong thời kỳ Đốc chính. Lúc đầu, kho bạc trống rỗng; tiền giấy, assignat, đã giảm giá trị một phần và giá cả tăng vọt. Chính phủ Đốc chính đã ngừng in ấn định và khôi phục giá trị của đồng tiền, nhưng điều này gây ra một cuộc khủng hoảng mới; giá cả và tiền lương giảm, hoạt động kinh tế chậm lại và dừng lại.
Trong hai năm đầu tiên, Ban chỉ đạo tập trung vào việc chấm dứt sự thái quá của Triều đại Khủng bố Jacobin; các cuộc hành quyết hàng loạt chấm dứt và các biện pháp chống lại các linh mục và những người theo chủ nghĩa bảo hoàng bị lưu đày cũng được nới lỏng. Câu lạc bộ chính trị Jacobin bị đóng cửa vào ngày 12 tháng 11 năm 1794 và chính phủ đã dẹp tan một cuộc nổi dậy vũ trang do phái Jacobin và một nhà cách mạng xã hội chủ nghĩa đầu tiên lên kế hoạch, François-Noël Babeuf, được gọi là "Gracchus Babeuf". Nhưng sau khi phát hiện ra một âm mưu của phe bảo hoàng bao gồm một vị tướng nổi tiếng, Jean-Charles Pichegru, phái Jacobin đã phụ trách các Hội đồng mới và tăng cường các biện pháp chống lại Giáo hội và những người nhập cư. Họ chiếm thêm hai ghế trong Hội đồng Đốc chính, chia rẽ nó một cách vô vọng.
Năm 1799, sau nhiều lần thất bại, các chiến thắng của Pháp ở Hà Lan và Thụy Sĩ đã khôi phục lại vị thế quân sự của Pháp, nhưng Hội đồng Đốc chính đã mất hết sự ủng hộ của các phe phái chính trị, trong đó có một số Đốc chính của nó. Napoleon trở về từ Ai Cập vào tháng 10, và được Emmanuel Joseph Sieyès và những người khác mời thực hiện một cuộc đảo chính nghị viện vào ngày 9–10 tháng 11 năm 1799. Cuộc đảo chính đã bãi bỏ Chế độ Đốc chính và thay thế nó bằng Chế độ tổng tài Pháp do Napoleon Bonaparte lãnh đạo với vai trò là Đệ Nhất Tổng tài.